# Индеры
Индеры (Индери) — деревня, Новотроицкого сельского поселения в Саргатском районе Омской области Российской Федерации.

## История
Индеры предположительно основаны в XVII веке. Данный из «Справочной книги Омской епархии» священника Иоанна Голошубина. Посевная площадь каждого домохозяина от 3 до 15 десятин. Рожь и просо не сеются. Молочное хозяйство развито. Скотоводство среднее. Овцеводство ведется только для нужд своего хозяйства. Ярмарок не было. За медицинской помощью обращались в село Баженово. Стоимость поездки в город Омск на конях в один конец от 10 рублей. Церковный съезжий праздник 26 октября/ 9 ноября. Пасхальное хождение со св. иконами бывало по всем домам. Крестные ходы бывали летом по полям, после которых совершались молебны в домах прихожан.
В 1928 г. состояла из 70 хозяйств, основное население в 30-е годы XX века — русские.

### Политические репрессии
Базой данных «Открытый список» о реабилитированных жертвах политических репрессий, выложен список жителей деревни Индеры, подвергшихся политическому террору.

## Настоящее время
В деревне Индеры существовала «Индерская ООШ», которая являлась структурным подразделением МБОУ «Новотроицкая СШ». В здании школы был расположен фельдшерско-акушерский пункт. В 2022 году закрылась в связи с переездом опорных преподавателей в областной центр. В настоящее время здание школы поддерживается в работоспособном состоянии, организовывается избирательный участок.

## Знаменитые жители
До Великой Отечественной войны в Индерах жил и работал Яков Михайлович Сметнев (1915—2001), старшина Рабоче-крестьянской Красной Армии, участник Великой Отечественной войны, Герой Советского Союза (1945). 1 сентября 2016 года на здании Индерской школы установлена мемориальная доска герою.

## Озера
Озера: «Большой Рям» S=0,11 км2, «Индеры» S=1,57 км2, «Каинское» S=0,82 км2, Незнахино, «Рямовое», «Ситовное», «Шаховое» S=0,48 км2.

## Население
| 1926 | 2010 |
| ---- | ---- |
| 384  | ↘103 |